# プレジデント・ジュセリノ・クビシェッキ国際空港
プレジデント・ジュセリノ・クビシェッキ国際空港（ポルトガル語: Aeroporto Internacional de Brasília - Presidente Juscelino Kubitschek、英語: Brasília–Presidente Juscelino Kubitschek International Airport）は、ブラジル連邦共和国の首都のブラジリアにある国際空港。

## 概要

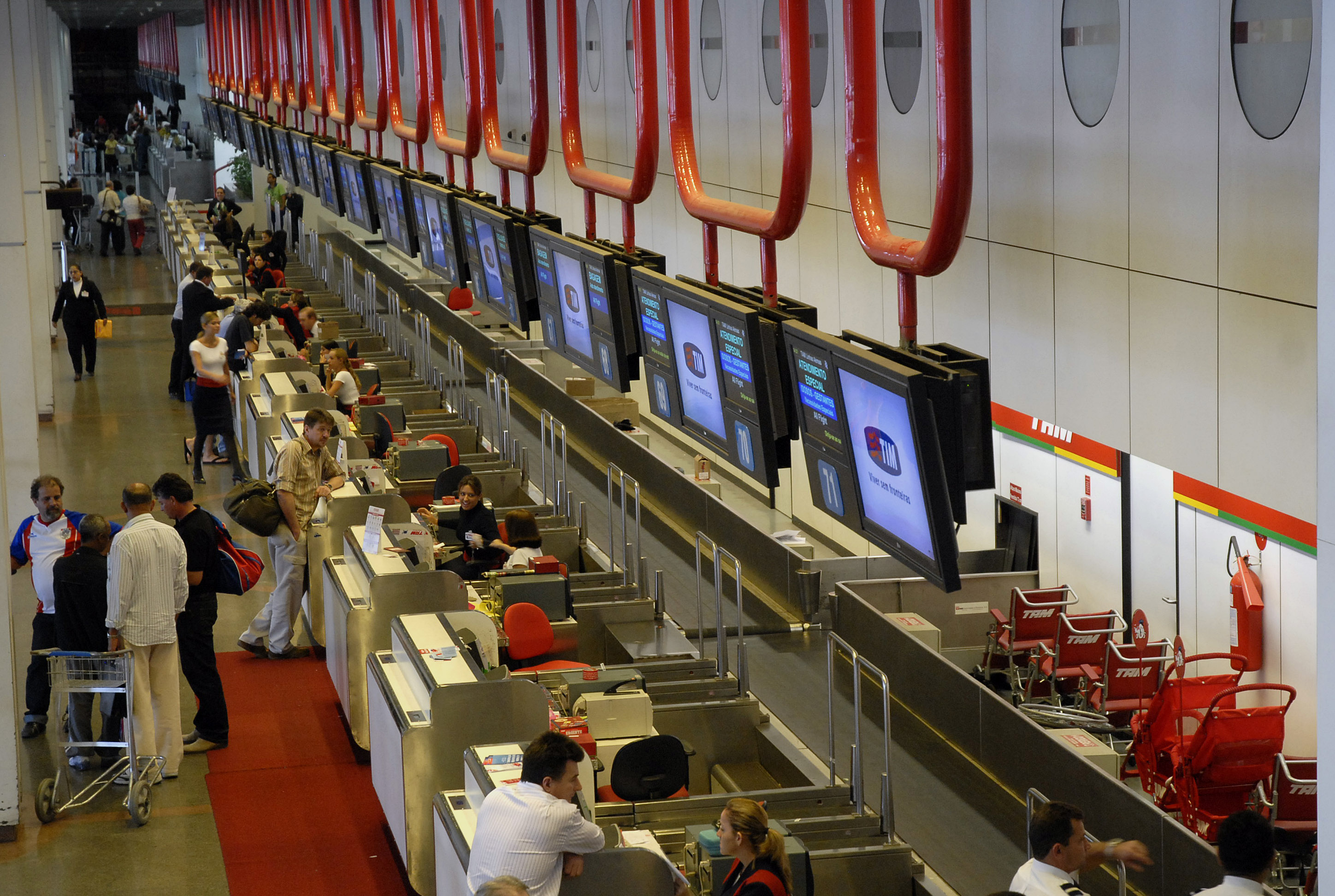
ターミナル内

国内線においては、首都であるだけでなくブラジルのほぼ中央に位置するという地理的な利便性もあり、北部・北西部、中西部、南東部・南部の各地方の間を南北に結ぶハブという重要な役割を担っており、多数の航空会社が乗り入れている。国内線、国際線ともに乗り入れ便数が増加傾向にあるため、現在旅客ターミナルの増築工事が進められている。

## 歴史
1957年、ブラジリアが建設されているさなかに開港し、ブラジリア建設のための資材の空路による受け入れ地ともなった。空港名は、第24代ブラジル大統領で、1950年代にブラジリアの建設と、リオデジャネイロからの遷都を推進したジュセリーノ・クビチェック（クビシェッキ）である。
開港後1970年代までは、国内外の航空会社により、アルゼンチンやパラグアイ、ペルーやボリビアなどの近隣諸国への国際線や、アメリカなどへの長距離国際線も就航していた。しかし、1970年代から1980年代にかけてブラジルの経済が低迷したこともあり、利用客が伸びないことからその後ほとんどの国際線が運休することとなった。また、ブラジルでは国際線の定期便の就航は同国経済の中心であるサンパウロと、観光客が多いリオデジャネイロに集中しており、暫くの間は、行政都市の側面が強いブラジリアのこの空港の国際線の利用は、チャーター便を中心とするごく限られたものとなっていた。
しかし2000年代に入り、ブラジルへの渡航客がブラジルの経済状況の向上を受けて増加傾向を見せた上に、ブラジリアが世界遺産に登録されたことからブラジリアへ訪れる観光客も増加したことなどを受け、TAM航空やゴル航空によるアルゼンチンの諸都市への国際線が復活した他、2007年にTAP ポルトガル航空によりリスボン空港との定期便が開設され、ポルトガル語圏の首都同士が直行便で結ばれるようになった。
2008年12月には、アメリカのデルタ航空もアトランタ国際空港との定期便を、その後アメリカン航空もマイアミ国際空港との定期便を就航させ、その後デイリー運航するようになった。またTAMブラジル航空もマイアミ国際空港との定期便を就航させるなど、ブラジル内陸部のハブ空港として機能するようになった。

## 主な航空会社
- LATAM ブラジル
- ゴル航空
- アズールブラジル航空
- ボエパス航空
- アルゼンチン航空
- コパ航空
- TAPポルトガル航空

## 主な就航路線
国内線 : アラカジュ、ベレン、ベロオリゾンテ/コンフィンス、カンピーナス、カンポグランデ、クリチバ、フロリアノーポリス、フォルタレザ、マナウス、ポルトアレグレ、レシフェ、リオデジャネイロ/ガレオン、リオデジャネイロ/サントス、サルヴァドール、サンパウロ/グアルーリョス、サンパウロ/コンゴーニャス
国際線 : ブエノスアイレス/アエロパルケ、リスボン、マイアミ、オーランド、パナマシティ、